# エイジハラスメント (小説)
『エイジハラスメント』は、内館牧子の長編小説。幻冬舎から書き下ろしで2008年7月23日に刊行された。パート先でオバサン扱いされ、夫の若い女性との浮気知って若返りを目指す34歳の平凡な主婦を主人公に、「女は年をとったら価値がないのか」という全ての女性が直面する問題に焦点を当て、女性にとっての「充実した人生」を問う。
2015年6月15日には幻冬舎文庫版が発売された。
内館の脚本により主人公を新人OLへ変更してテレビドラマ化され、テレビ朝日系で2015年7月期に放送された。

## 登場人物
大沢蜜〈34〉
ごく平凡な主婦。

## スタッフ
- 劇伴音楽　沢田完
- レコーディング・ミキシングエンジニア青柳延幸

## 書誌情報
- エイジハラスメント（2008年7月23日、幻冬舎、ISBN 978-4-344-01537-1）
- エイジハラスメント（2015年6月15日、幻冬舎文庫、ISBN 978-4-344-42364-0）

## テレビドラマ
2015年7月9日から9月10日まで毎週木曜日21時 - 21時54分に、テレビ朝日系の「木曜ドラマ」枠で武井咲の主演で放送された。原作者の内館牧子が連続ドラマでは10年ぶりとなる脚本も手掛けるのも話題となった。
原作では30代女性に対する嫉妬や年齢への差別を扱っていたが、ドラマでは「若くて美しい新入社員」への差別やいじめをテーマに描かれている。

### キャスト
吉井 英美里（よしい えみり）〈22〉
演 - 武井咲
総合商社・帝都物産の新入社員。アメリカでMBAを取るのを夢見て東京の大学で学んでいたが、実家の事業が失敗し夢を断念。会社役員を目指して駆け込み入社したが、希望している繊維部門の配属は叶わず、総務部へ配属された。
正義感が強く真面目で言われた仕事は問題なくこなす一方で、実家の借金返済のための節約で同僚女子社員たちとのランチや会合はすべて断り、月500円のコーヒー代を出すのを拒否するなどの振る舞いから、女性社員達からは陰口を叩かれている。
若く容姿端麗なことから男性社員たちからの人気は高いが、能力ではなく見た目しか求められず、まっとうな仕事を与えてもらえない「エイジハラスメント」に苦しみながらも、持ち前の正義感と行動力で積極的に問題を解決しようとする。その一方で、頼まれた仕事を「簡単だから」という理由で上司に任せようとする、部署内の問題を、直属の上司ではなく仲の良い他部署の課長に相談するなど、年齢の若さと社会経験の少なさから来る浅慮な行動も見られ、部署内で男性社員にも育児休暇を与えるべきと主張するも「子持ちが権利を奮うことで、その間の負担はすべて独身の社員や子供のいない他の社員が被ることになる」と反論されて言い返せなくなったり、繊維部の社員が企画部へ異動となった一件を不当人事であると権藤に直談判するも「思い上がりが過ぎる」と罵倒された末に聞き入れてもらえないなど、相手から大きな痛手を受けることもある。
権藤に叱責された件で自らの浅はかさを自覚し、ショックで街を彷徨っていたところに偶然保科と遭遇し、なし崩し的に体を重ねたことで彼への思慕を強め、やがて役員になるよりも若いうちに結婚したいという願望を抱くようになる。その後中里の暴露で大沢との不倫を知ることとなり、さらに保科が別の若い女性へ乗り換えたことで、保科の本性を知ってしまう。
直属の上司である大沢のことは女性として、キャリアウーマンとして純粋に尊敬しており、表向きはうまく付き合っているが、大沢が上司たちに陰口を叩かれているのを笑ってやり過ごしたところを見られてしまい衝突したり、大沢と不倫関係にある保科と体を重ねたことを知られて嫌がらせを受けるなど本人の意図しないところでトラブル関係となってしまっている。また、保科と大沢が昔付き合っていた（実際は現在も不倫中）と知ってからは「今（保科と）付き合っている」と宣言したり、保科は結婚相手には向かないと忠告した大沢に「愛人としては向くということか」と嘯くなど、無意識ながら恋敵としても意識するようになった。
理不尽なことを何より嫌う強い正義感の持ち主であり、相手にも構わず自分の正義を貫き通す強い信念の持ち主。決めぜりふは「テメェ、五寸釘ぶちこむぞ！」。
大沢 百合子（おおさわ ゆりこ）〈40〉
演 - 稲森いずみ
英美里の上司で総務課長。入社以来繊維部門に所属し、結婚・出産・仕事・育児を両立させてきたエリート女性社員であったが、突然総務部へと異動になったことに内心大きなショックを受けている。
大学准教授の夫と8歳の娘の3人家族で幸せな家庭環境にあるが、繊維二課長の保科とは長年不倫中。
入社間もない立場にもかかわらず自分の正義を貫こうとする英美里に手を焼く一方、英美里の若さと美しさに強い嫉妬心を抱いている。更に保科まで英美里に惹かれ始めていることに焦りを感じ、一時は英美里の仕事を全て取り上げてすべて他の社員に割り振るなどの嫌がらせを行うようになる。
しかしその後、保科が英美里との交際を自分より優先し続けたことで結局は保科との関係を清算。その直後に中里に不倫の事実を公然と暴露されるも、物的証拠がなかったことから、逆に中里を嘘を広めたハラスメント加害者として糾弾する。その後は一歩引いた立場で英美里を見つめながら、保科の本性に関して警告するようになる。
井川 優（いがわ まさる）〈25〉
演 - 瀬戸康史
総務部。入社3年目。元カノがかなりの年上女性だったことから、年上の女性社員に受けがよく可愛がられている。表向きは分け隔てなく接する好青年だが、本性は強かで計算高く、その裏では平本と一緒に同僚や上司の陰口を叩いている。しかし、ある一件がきっかけとなって、女子社員への陰口が明るみに出てしまい、英美里に一喝された。
佐田 航一（さだ こういち）〈35〉
演 - 要潤
総務課長代理の男性社員。保科と同期。共働きの妻と2人の子持ちで、子育て優先のため欠勤・遅刻・早退することが多く、同期から出世コースから取り残されている。
一時期、権藤たちの勧めもあって、ロンドンへの異動を命じられるも、妻の出産と新たに生まれる子供の養育を優先したいという思いが強く、結局断っている。更にその後1年の育児休暇を申請し、大沢や高山からの猛反対の末に受理はされたものの、まともな仕事は与えられなくなっている。
平本 大輔（ひらもと だいすけ）〈36〉
演 - 大倉孝二
スポーツ枠で入社した元駅伝選手。スポーツ畑出身から上下関係を重んじるにある反面、非常に弱気な言動が多い。「すいません」が口癖のため、女性社員たちからは「すいちゃん」と呼ばれている。井川と同様、普段の気弱な言動とは裏腹に、他の社員についての陰口を叩く一面も見られる。
高橋 心音（たかはし ここね）〈26〉
演 - 内藤理沙
舌足らずな口調が特徴の女性社員。他の女子社員とともに、英美里の陰口を叩く場面が多く、英美里を「嫌われバイキン」と呼んでいる。
野田 ミカ（のだ みか）〈29〉
演 - 原幹恵
結婚願望が強い女性社員。他の女子社員と共に、英美里の陰口を叩く場面が多い。
医大生の恋人と結婚することになり、恋人から大金を要求されたことでキャバクラでアルバイトをしていたところを偶然に高山に見つかってしまう。事情を話すも副業禁止の就業規則を破ることは出来ないと言われたため、逆に高山から大金を巻き上げるためにセクシャルハラスメントを捏造しようとするが、英美里に非難を受けたのみならず、大沢から当の交際相手が身元を詐称した結婚詐欺師である事実を突き付けられてしまう。
阿部 真理亜（あべ まりあ）〈52〉
演 - 宮地雅子
総務課派遣社員。他の女子社員とともに、英美里の陰口を叩く場面が多い。中里の暴露を信じるが、逆に仕事と家庭と不倫関係を完璧にこなしていた大沢に羨望を抱く。
伊倉 正雄（いくら まさお）〈54〉
演 - 杉本哲太
総務課主任を務める男性社員。高卒入社の上、病気がちで長欠が多かったことから出世コースから外れている。総務部長の高山からはストレスのはけ口としていつもつらく当たられており、「サンドバッグ伊倉」とあだ名されるほどだが、歯向かうことなく常に笑ってやり過ごしている。
穏やかな性格と、上司に苦労しているという同じ立場から、たびたび英美里の相談に乗ることがある。
浅野 誠（あさの まこと）〈49〉
演 - 吹越満
総務部次長で、高山の腰巾着的存在。愚痴っぽく嫌味な性格から、周囲から反感を買われている。大っぴらなパワハラ・セクハラ・モラハラも酷く、高山からも「ハラスメント野郎」と呼ばれるほど。ある人事で大沢に先を越されかけたことへの嫉妬心から、彼女が業務で集めていた個人情報データを漏洩し、彼女の出世のチャンスを奪う。その後、詳しい経緯は不明だが、島根支社へと左遷される。
吉井 高男（よしい たかお）〈56〉
演 - 浅野和之
英美里の父。理不尽な状況にも笑い飛ばす明るく芯の強い性格。現在は英美里の地元の北海道に居住している。かつては都内の会社勤めであったが、女性社員へのねぎらいで行った些細な言動について社員たちから嘘のセクシャルハラスメントの告発を受け、退職に追い込まれた過去を持つ。その後は帰郷し、居酒屋を開くも、経営の失敗により閉店に追われている。
英美里の口癖である「テメェ、五寸釘ぶちこむぞ！」は、元々は高男が自分の不幸を笑い飛ばす時に使っていたセリフである。
中里 桂子（なかざと けいこ）〈47〉
演 - 麻生祐未
総務課に勤務するベテラン一般職の女性社員。独身。ファッションや美容には常に気を遣っているが、他の女子社員からは年齢のことで陰口を叩かれている。
大沢とはプライベートで食事に行くなど表向きは仲が良いが、本心では嫌っている。自ら行動を起こすことは少なく傍観者的な立ち場であったが、保科と英美里の密会や保科と大沢の不倫現場を立て続けに目撃し、双方の秘密を握りながら場をかき回すことに楽しみを覚えるようになる。やがて、井川の女性社員に対する陰口の一件で英美里が激怒したのを機に、英美里を痛罵した上保科をめぐる恋愛沙汰を暴露するが、物的証拠が無かったことから大沢から一喝されてしまう。
高山 徹太郎（たかやま てつたろう）〈52〉
演 - 竹中直人
総務部長。自身の出世を何よりも重んじ、男尊女卑主義で女性差別的意識を持っているが、腰巾着の浅野とは異なり、自らの立場からの転落を恐れその思想を表に出すことはない。ことパワハラ、セクハラ、モラハラなどには常に神経を使っており、出世コース上にいるストレスが強く、伊倉がサンドバッグ役にされている。
当初は自分なりの正義を押し通す英美里を疎んじていたが、徐々に上司としての自覚を自分なりに持つようになる。
権藤 進（ごんどう すすむ）〈62〉
演 - 風間杜夫
総務担当役員。常務取締役で、長きに渡る海外勤務の持ち主。鷹揚な振る舞いと女性社員を積極的に登用する人事方針を打ち立てた功績から、部下や女性社員からの人気が高く、人望の厚さから次期社長候補とされている。
実際は、女性社員たちが産休や育児のための早退で仕事が続かないことに辟易しており、女性を活躍させるための路線企画はあくまで自分の名声向上のための上辺だけのものとなっている。また、本心では部下を自分の地位向上のための使い捨ての道具同然と考え、男尊女卑的感情を抱いている。自らの名声にこだわるあまりに、相手からの心象や評価のために見栄を張り、保身に走ることも多く、人の評価に関係なく地道に努力を重ねる行為を「真面目な若者にありがちな未熟な考え」として忌み嫌っている。
自身の名声向上のために、大沢を自身のプロジェクトに登用するも、情報漏洩が発覚すると原因を究明しようとせず、すぐさま彼女に見切りをつける。しかし、最後には自分の出世のために女性社員を利用する姿勢を、大沢や英美里に糾弾されることになった。
保科 晶彦（ほしな あきひこ）〈35〉
演 - 小泉孝太郎
繊維二課の課長。結婚願望はないが女好きで、女性の心理に長けている。女性には「若さ」を一番に求めており、内心では女性差別思想を持っている。普段はそれを決して表に出すことはないが、精神的動揺状態になると激昂して女性を罵倒してしまうことがある。
大沢とは長年不倫関係だったが、自分の信念を貫く年若い英美里へと徐々に意識を移すようになり、やがて体を重ね、仕事帰りに食事へ誘うなど、徐々に親交を深めていく。しかし、自分の性癖には逆らえず、今度は英美里よりさらに年の若い未成年の女性へと乗り換える。

#### ゲスト
第1話
- 田中 春佳（総務課の女性社員） - 田畑智子

第2話
- 増田 正則（繊維二課の社員） ‐ 高橋光臣
- 増田 ひとみ（増田の妻） ‐ 村岡希美

第3話
- 山川 壮太郎（繊維一課の課長） - 高杉亘
- 結城 健（英美里・平本の同期） - 鈴木勝大

第4話
- 小田 みどり（繊維一課の新任課長） - 森口瑤子
- 菊池 あけみ（繊維一課の一般職OL） - 櫻井淳子
- 戸田 加奈子（繊維一課の一般職OL） - 松本若菜

第5話
- 西条 保雄 ‐ 遠藤たつお
- 上田 俊之（鉄鋼材料課の社員） ‐ 大東駿介
- 小森 芳樹（鉄鋼材料課の課長） ‐ 光石研

### スタッフ
- 原作・脚本 - 内館牧子『エイジハラスメント』（幻冬舎）
- 音楽 - 沢田完
- 主題歌 - 花岡なつみ「夏の罪」[5]
- ED内イラスト - 亀山秀樹
- スケジュール - 二宮浩行
- 演出補 - 丸毛典子
- ゼネラルプロデューサー - 内山聖子（テレビ朝日）
- プロデューサー - 中川慎子（テレビ朝日）、浅井千瑞（MMJ）、神通勉（MMJ）
- 演出 - 田村直己（テレビ朝日）、小松隆志（MMJ）、藤田明二（テレビ朝日）
- 制作 - テレビ朝日・MMJ

### 放送日程
| 各話                                                         | 放送日  | サブタイトル                               | 演出     | 視聴率 |
| ------------------------------------------------------------ | ------- | ------------------------------------------ | -------- | ------ |
| 第1話                                                        | 7月9日  | 五寸釘ぶちこむぞ!!パワハラ上司vs総務の女王 | 田村直己 | 9.7%   |
| 第2話                                                        | 7月16日 | OL大奥の洗礼!やられたらやり返す!!          | 小松隆志 | 9.1%   |
| 第3話                                                        | 7月23日 | 横領パワハラ上司に五寸釘ぶちこむぞ!!       | 藤田明二 | 9.2%   |
| 第4話                                                        | 7月30日 | お局vsキャリア!!女たちの仁義なき戦い       | 田村直己 | 8.0%   |
| 第5話                                                        | 8月6日  | 左遷人事と闘うOL 私、会社訴えます!!        | 小松隆志 | 9.0%   |
| 第6話                                                        | 8月20日 | お局は見た!略奪愛リベンジが始まる!!        | 藤田明二 | 7.7%   |
| 第7話                                                        | 8月27日 | 男を賭けて最強パワハラ女上司と戦う!!       | 田村直己 | 8.4%   |
| 第8話                                                        | 9月3日  | 三百万セクハラ疑惑最後の敵は18歳…!!        | 小松隆志 | 9.0%   |
| 最終話                                                       | 9月10日 | 不祥事を暴け!!最後の敵はパワハラ役員       | 田村直己 | 9.4%   |
| 平均視聴率8.8%（視聴率はビデオリサーチ調べ、関東地区・世帯） |         |                                            |          |        |

| テレビ朝日系 木曜ドラマ                | テレビ朝日系 木曜ドラマ                     | テレビ朝日系 木曜ドラマ              |
| 前番組                                 | 番組名                                      | 次番組                               |
| -------------------------------------- | ------------------------------------------- | ------------------------------------ |
| アイムホーム （2015.4.16 - 2015.6.18） | エイジハラスメント （2015.7.9 - 2015.9.10） | 遺産争族 （2015.10.22 - 2015.12.17） |